# Central City (Colorado)
Central City település az Amerikai Egyesült Államok Colorado államában, Gilpin megyében, melynek megyeszékhelye is. Lakosainak száma 779 fő (2020. április 1.).

## Népesség
A település népességének változása:

| 2010 | 663 |
| 2020 | 779 |